# 千歳烏山駅
千歳烏山駅（ちとせからすやまえき）は、東京都世田谷区南烏山六丁目にある、京王電鉄京王線の駅。「京王ライナー」「Mt.TAKAO号」を除く全列車が停車する。京王東管区所属。駅番号はKO12。

## 歴史

### 年表
- 1913年（大正2年）4月15日：京王電気軌道（現・京王電鉄）の烏山駅（からすやまえき）として開設。
- 1929年（昭和4年）8月7日：千歳烏山駅（ちとせからすやまえき）へ改称。
- 1944年（昭和19年）5月31日：東京急行電鉄（大東急、現・東急電鉄）が京王電気軌道を吸収合併、同社京王線の駅となる。
- 1948年（昭和23年）6月1日：東急から京王帝都電鉄が分離、同社の駅となる。
- 2011年（平成23年）8月：駅改良工事完成[1]。
- 2014年（平成26年）2月28日：連続立体交差事業着手[2]。
- 2015年（平成27年）9月25日：ダイヤ改正に伴い、準特急の停車駅となる[3]。
- 2022年（令和4年）
  - 3月12日：ダイヤ改正に伴い、準特急廃止。代わって特急の停車駅となる[4][5]。
  - 4月15日：定期券売り場営業終了[6]。

### 駅名の由来
駅開設当時の「烏山」は、駅所在地が北多摩郡千歳村（現・世田谷区）の大字烏山（旧・烏山村）であったことから。
なお、現在も同じく「千歳」の地名を冠する千歳台地域や小田急小田原線千歳船橋駅へはバスが運行している（#バス路線 を参照）。

## 駅構造
相対式ホーム2面2線を有する地上駅。2010年（平成22年）のバリアフリー化工事に伴い、地下に存在していた改札口を地上階へ移設した。駅舎は新宿寄り上り線北口、同じく新宿寄り下り線南口、調布寄りの西口の3か所で、西口は地下、北口・南口は地上にある。過去には現在の北口と南口の地下に東口が存在したが、バリアフリー化工事で廃止され、使われていた地下通路は南北自由通路に転用されており、エレベーターが新設されている。トイレは上下ホームに各1か所設置され、ユニバーサルデザインの一環として「だれでもトイレ」も併設されている。
京王では2000年代後半より約半数の駅を地上駅舎から橋上駅舎へ改築する工事を行っているが、当駅では橋上駅舎化は行わず、駅構内改築工事を行うのみとした。
1957年（昭和32年）までは島式ホーム2面4線を有していたが、利用客増加による編成増結に伴うホーム有効長延伸のため待避線は撤去され、その代替として金子駅（現・つつじヶ丘駅）配線を島式ホーム1面2線から島式ホーム2面4線へ変更した。現在では緩急接続や通過電車待避はつつじヶ丘の他、前後の桜上水や八幡山（待避のみ）で行っている。なお、高架化後は再度島式ホーム2面4線構造となる予定。

### のりば
| 番線 | 路線   | 方向 | 行先                                 |
| ---- | ------ | ---- | ------------------------------------ |
| 1    | 京王線 | 下り | 調布・橋本・京王八王子・高尾山口方面 |
| 2    | 京王線 | 上り | 明大前・笹塚・新宿・ 都営新宿線方面  |

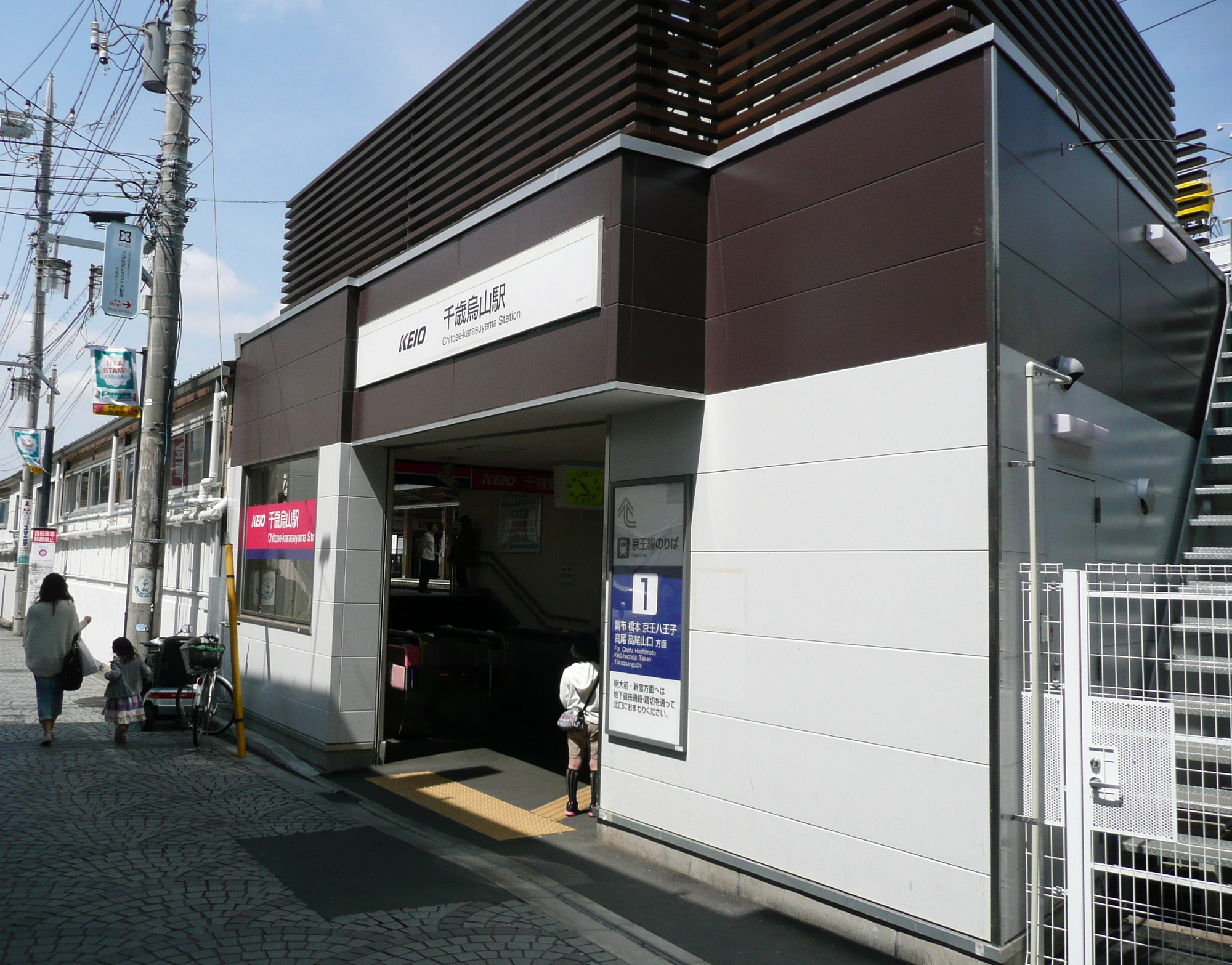
南口（2012年4月）
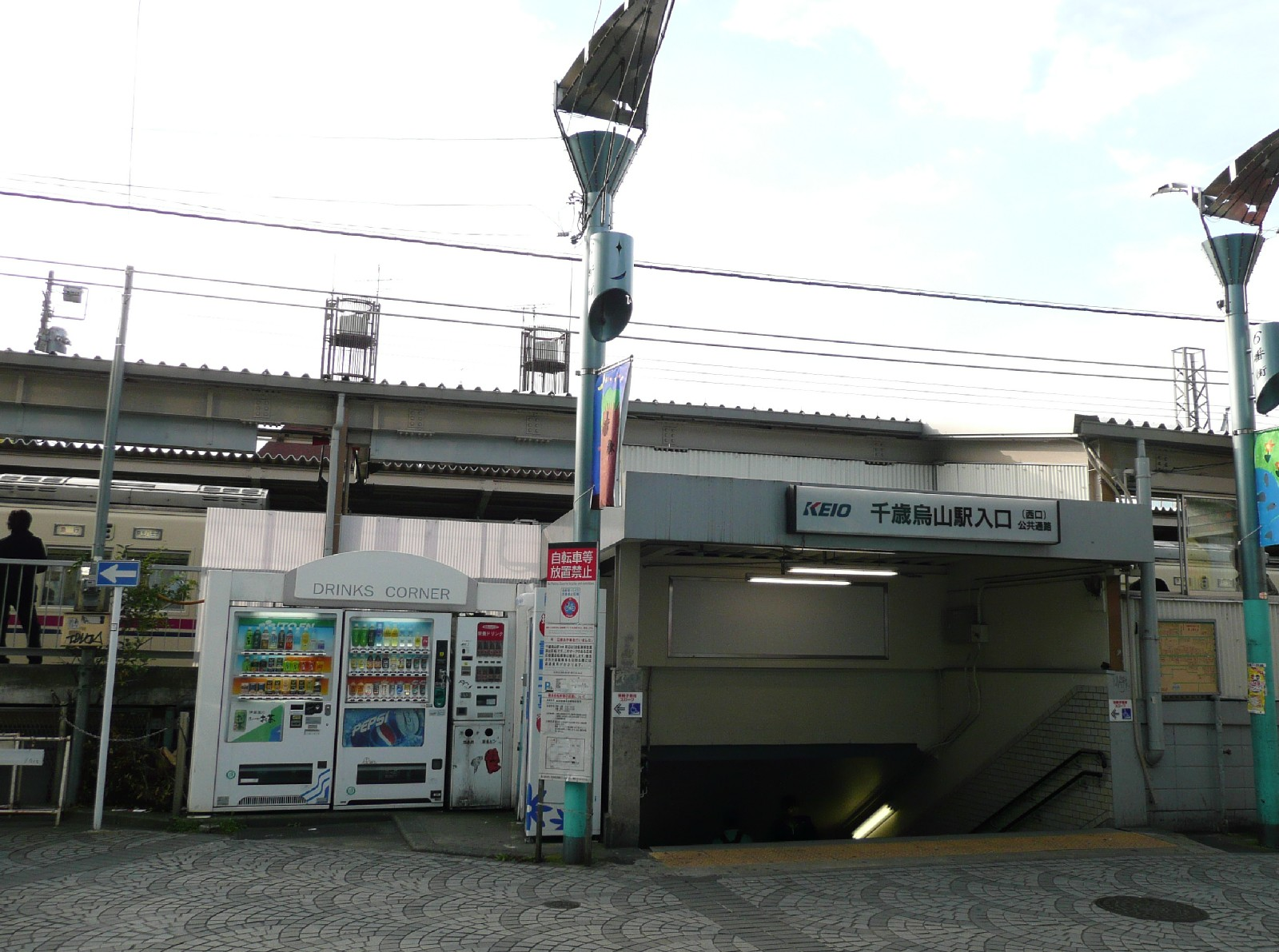
西口（2008年10月）
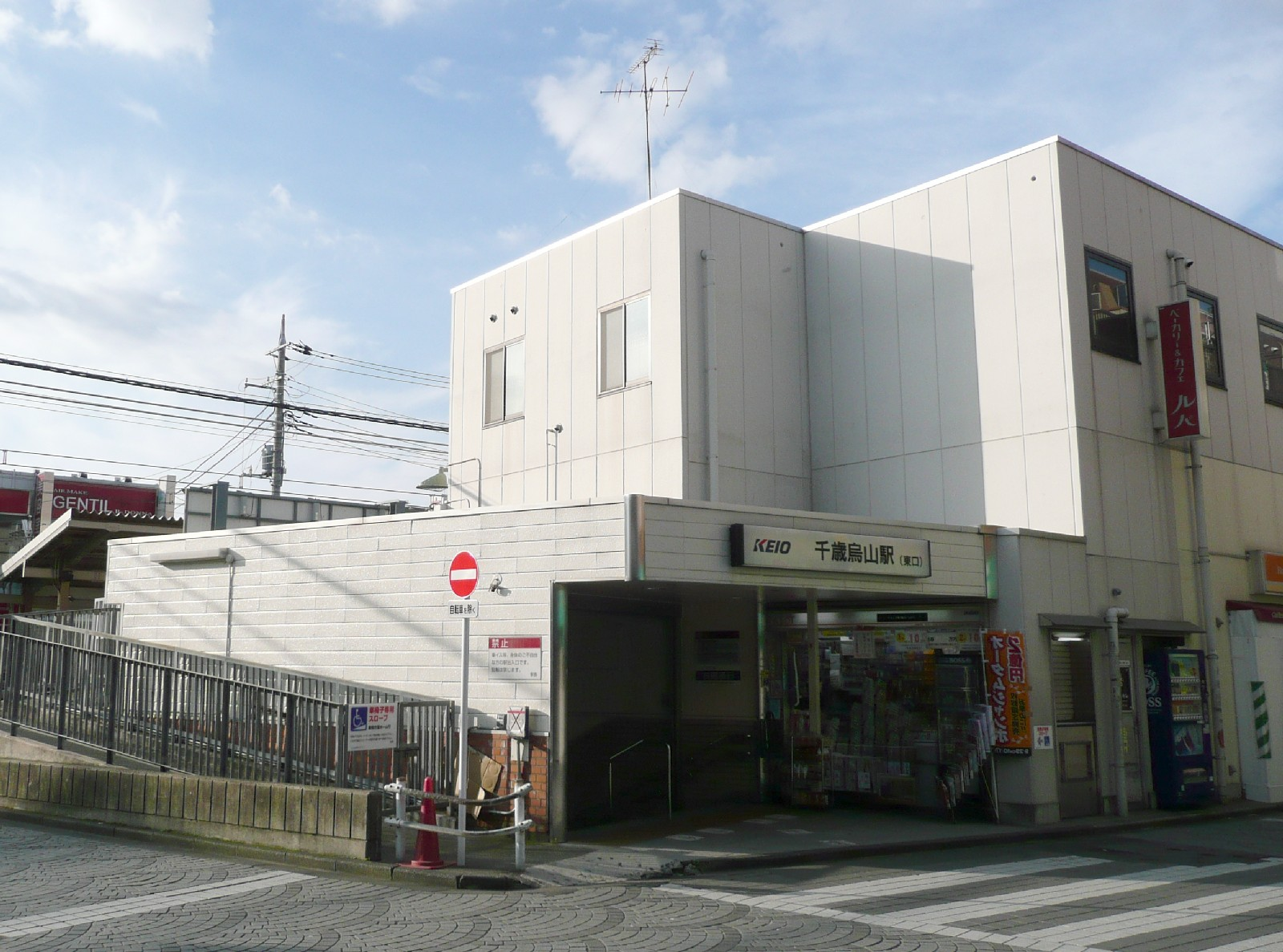
東口（駅改良工事前）
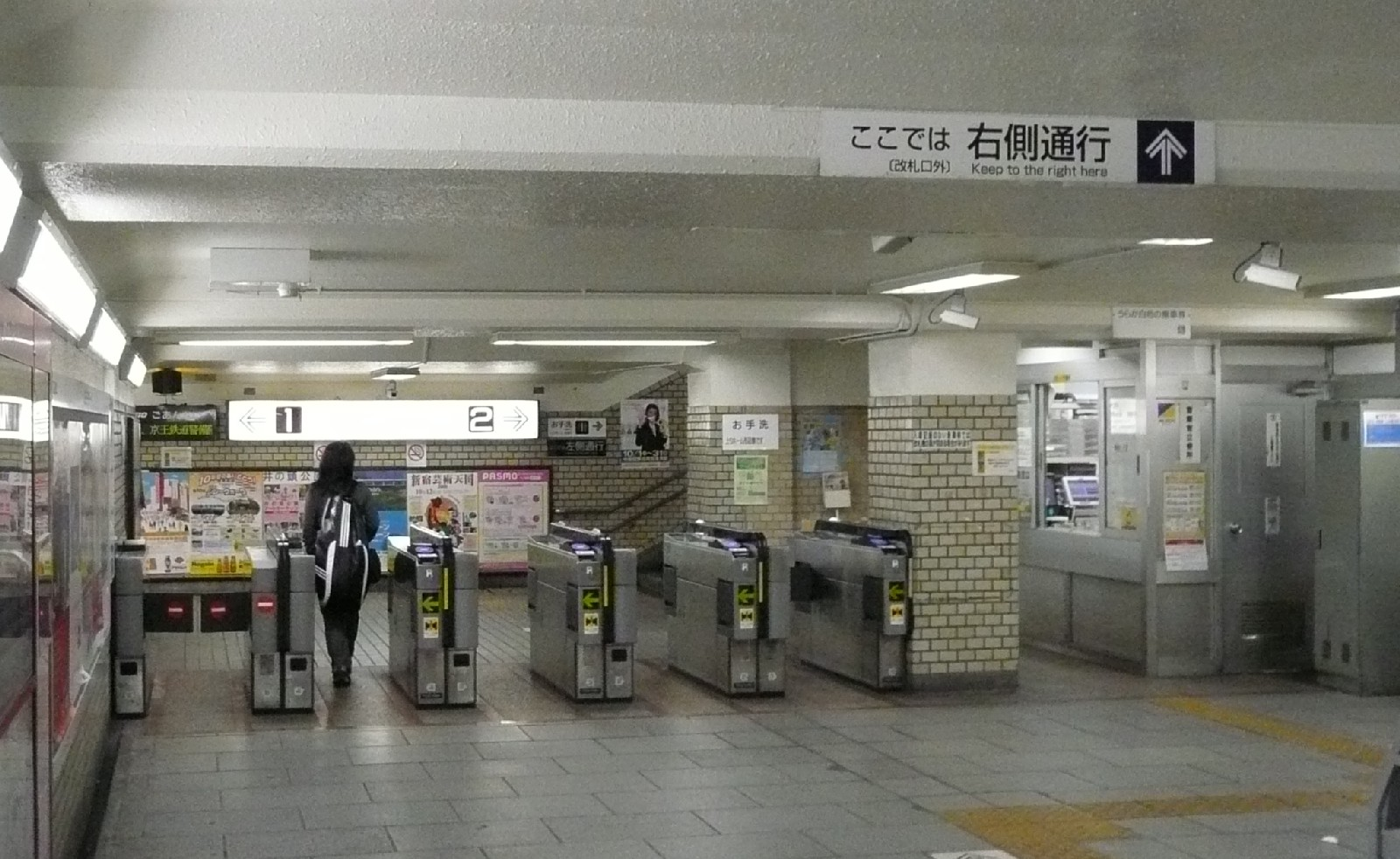
旧東口改札口

## 利用状況
2024年度（令和6年度）の1日平均乗降人員は79,689人である。
近年の1日平均乗降・乗車人員の推移は以下の通り。
| 年度               | 1日平均 乗降人員 | 1日平均 乗車人員 | 出典              |
| ------------------ | ---------------- | ---------------- | ----------------- |
| 1955年（昭和30年） | 18,076           |                  |                   |
| 1956年（昭和31年） |                  | 10,484           | [ 東京都統計 1 ]  |
| 1957年（昭和32年） |                  | 12,128           | [ 東京都統計 2 ]  |
| 1958年（昭和33年） |                  | 14,160           | [ 東京都統計 3 ]  |
| 1959年（昭和34年） |                  | 14,733           | [ 東京都統計 4 ]  |
| 1960年（昭和35年） | 32,079           | 16,010           | [ 東京都統計 5 ]  |
| 1961年（昭和36年） | 34,820           | 17,392           | [ 東京都統計 6 ]  |
| 1962年（昭和37年） | 36,836           | 18,456           | [ 東京都統計 7 ]  |
| 1963年（昭和38年） | 39,511           | 19,878           | [ 東京都統計 8 ]  |
| 1964年（昭和39年） | 41,662           | 20,948           | [ 東京都統計 9 ]  |
| 1965年（昭和40年） | 44,312           | 22,281           | [ 東京都統計 10 ] |
| 1966年（昭和41年） | 46,745           | 23,574           | [ 東京都統計 11 ] |
| 1967年（昭和42年） | 44,797           | 24,826           | [ 東京都統計 12 ] |
| 1968年（昭和43年） | 50,379           | 25,330           | [ 東京都統計 13 ] |
| 1969年（昭和44年） | 52,403           | 26,327           | [ 東京都統計 14 ] |
| 1970年（昭和45年） | 54,876           | 27,553           | [ 東京都統計 15 ] |
| 1971年（昭和46年） |                  | 28,760           | [ 東京都統計 16 ] |
| 1972年（昭和47年） | 59,577           | 29,805           | [ 東京都統計 17 ] |
| 1973年（昭和48年） | 60,556           | 30,362           | [ 東京都統計 18 ] |
| 1974年（昭和49年） | 62,793           | 31,036           | [ 東京都統計 19 ] |
| 1975年（昭和50年） | 64,583           | 32,503           | [ 東京都統計 20 ] |
| 1976年（昭和51年） | 66,584           | 33,288           | [ 東京都統計 21 ] |
| 1977年（昭和52年） | 69,359           | 34,726           | [ 東京都統計 22 ] |
| 1978年（昭和53年） | 71,116           | 35,638           | [ 東京都統計 23 ] |
| 1979年（昭和54年） | 70,793           | 36,131           | [ 東京都統計 24 ] |
| 1980年（昭和55年） | 71,947           | 36,375           | [ 東京都統計 25 ] |
| 1981年（昭和56年） | 73,664           | 37,118           | [ 東京都統計 26 ] |
| 1982年（昭和57年） | 74,001           | 37,285           | [ 東京都統計 27 ] |
| 1983年（昭和58年） | 75,457           | 38,071           | [ 東京都統計 28 ] |
| 1984年（昭和59年） | 73,500           | 37,375           | [ 東京都統計 29 ] |
| 1985年（昭和60年） | 73,934           | 37,605           | [ 東京都統計 30 ] |
| 1986年（昭和61年） | 75,064           | 38,129           | [ 東京都統計 31 ] |
| 1987年（昭和62年） | 75,263           | 38,156           | [ 東京都統計 32 ] |
| 1988年（昭和63年） | 77,048           | 38,537           | [ 東京都統計 33 ] |
| 1989年（平成元年） | 76,567           | 38,263           | [ 東京都統計 34 ] |
| 1990年（平成02年） | 77,218           | 38,652           | [ 東京都統計 35 ] |
| 1991年（平成03年） | 78,620           | 39,366           | [ 東京都統計 36 ] |
| 1992年（平成04年） | 78,396           | 39,512           | [ 東京都統計 37 ] |
| 1993年（平成05年） | 77,819           | 39,219           | [ 東京都統計 38 ] |
| 1994年（平成06年） | 76,890           | 38,729           | [ 東京都統計 39 ] |
| 1995年（平成07年） | 76,867           | 38,656           | [ 東京都統計 40 ] |
| 1996年（平成08年） | 76,735           | 38,627           | [ 東京都統計 41 ] |
| 1997年（平成09年） | 75,110           | 37,871           | [ 東京都統計 42 ] |
| 1998年（平成10年） | 74,679           | 38,118           | [ 東京都統計 43 ] |
| 1999年（平成11年） | 74,585           | 37,637           | [ 東京都統計 44 ] |
| 2000年（平成12年） | 74,194           | 37,386           | [ 東京都統計 45 ] |
| 2001年（平成13年） | 73,620           | 36,918           | [ 東京都統計 46 ] |
| 2002年（平成14年） | 73,602           | 36,797           | [ 東京都統計 47 ] |
| 2003年（平成15年） | 72,309           | 36,022           | [ 東京都統計 48 ] |
| 2004年（平成16年） | 71,991           | 35,893           | [ 東京都統計 49 ] |
| 2005年（平成17年） | 72,470           | 36,132           | [ 東京都統計 50 ] |
| 2006年（平成18年） | 73,540           | 36,638           | [ 東京都統計 51 ] |
| 2007年（平成19年） | 74,715           | 37,178           | [ 東京都統計 52 ] |
| 2008年（平成20年） | 75,287           | 37,501           | [ 東京都統計 53 ] |
| 2009年（平成21年） | 75,275           | 37,468           | [ 東京都統計 54 ] |
| 2010年（平成22年） | 74,756           | 37,189           | [ 東京都統計 55 ] |
| 2011年（平成23年） | 74,518           | 37,049           | [ 東京都統計 56 ] |
| 2012年（平成24年） | 74,696           | 37,184           | [ 東京都統計 57 ] |
| 2013年（平成25年） | 76,419           | 38,082           | [ 東京都統計 58 ] |
| 2014年（平成26年） | 75,913           | 37,792           | [ 東京都統計 59 ] |
| 2015年（平成27年） | 78,314           | 38,904           | [ 東京都統計 60 ] |
| 2016年（平成28年） | 80,354           | 39,978           | [ 東京都統計 61 ] |
| 2017年（平成29年） | 82,167           | 40,877           | [ 東京都統計 62 ] |
| 2018年（平成30年） | 83,666           | 41,578           | [ 東京都統計 63 ] |
| 2019年（令和元年） | 83,257           | 41,301           | [ 東京都統計 64 ] |
| 2020年（令和02年） | 61,848           | 30,723           | [ 東京都統計 65 ] |
| 2021年（令和03年） | 68,095           |                  |                   |
| 2022年（令和04年） | 74,178           |                  |                   |
| 2023年（令和05年） | 77,686           |                  |                   |
| 2024年（令和06年） | 79,689           |                  |                   |

## 駅周辺
駅北側・南側共に比較的規模が大きい商店街が広がっている。また、駅東側に隣接して設置されている踏切はラッシュ時には「開かずの踏切」として度々テレビ番組等で取上げられる。
- 世田谷区役所 烏山総合支所
  - 世田谷区烏山保健福祉センター
- 世田谷区烏山区民センター
  - 世田谷区役所 烏山出張所
  - 世田谷区立烏山図書館
- 東京消防庁成城消防署 烏山出張所
- 千歳烏山郵便局
- 世田谷粕谷郵便局
- 世田谷区立烏山中学校
- 佼成学園女子中学校・高等学校
- 東京都立芦花高等学校
- 東京都立世田谷泉高等学校
- 日本女子体育大学
- 昭和医科大学烏山病院
- 西沢つつじ園
- 国道20号（甲州街道）
- 幸龍寺
- 三菱UFJ銀行 烏山支店
- 烏山寺町
- 世田谷一家殺害事件現場：2000年末に発生した一家四人殺害事件の現場。2020年（令和2年）現在も同事件は未解決となっており、現場では24時間体制で警備が敷かれている。また、現場周辺には非常用通報ボタンが多く設置されている。
- オウム真理教派生団体に関する施設：「ひかりの輪」本部の他、「アレフ」もその拠点が存在した時期がある。上記の一家殺害事件現場と同様、この関連についても警備が敷かれている。

## バス路線
北口・南口ともに、駅出口から2分ないし3分ほど歩き、商店街を抜けた道路沿いに停留所がある。

### 北口

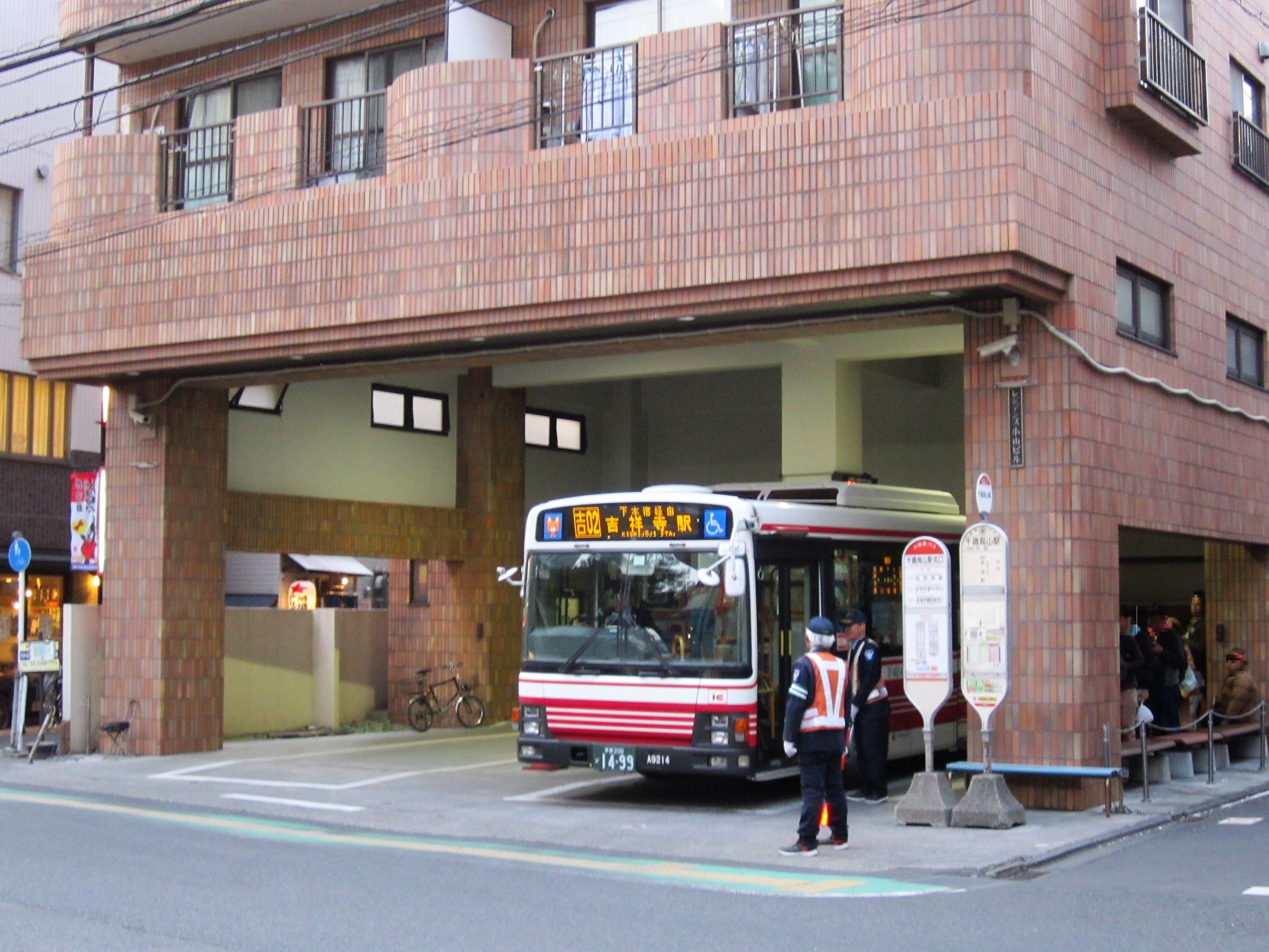
千歳烏山駅停留所

- 「千歳烏山駅」停留所（関東バス・小田急バス）
  - のりば1：ビル1F吹抜け部にあり、吉02発着時は旧甲州街道を塞いで切り返している。
    - 吉02：新川・下連雀経由 吉祥寺駅・吉祥寺駅中央口（19時30分以降に吉祥寺駅に到着するバスのみ）行
    - 成02：芦花公園駅経由 成城学園前駅西口行
    - 荻58：芦花公園駅・高井戸駅経由 荻窪駅南口行
    - （入庫）：芦花公園駅・高井戸駅経由 五日市街道営業所行

  - のりば3
    - 荻58：北野行

  - のりば5
    - 烏01：寺院通り経由 久我山病院行

### 南口
- 「千歳烏山駅南口」停留所（小田急バス）
  - 成06 成城学園前駅西口行
- 「千歳烏山駅」停留所（京王バス）
  - 歳23 千歳船橋駅行 / 南水無行
  - 丘22 千歳船橋駅行 / つつじヶ丘駅北口行
  - 烏51 八幡山駅行 / 南水無行

## 隣の駅
京王電鉄
 京王線
■特急
明大前駅 (KO06) - 千歳烏山駅 (KO12) - 調布駅 (KO18)
■急行
桜上水駅 (KO08) - 千歳烏山駅 (KO12) - つつじヶ丘駅 (KO14)
■区間急行
桜上水駅 (KO08) - 千歳烏山駅 (KO12) - 仙川駅 (KO13)
■快速
八幡山駅 (KO10) - 千歳烏山駅 (KO12) - 仙川駅 (KO13)
■各駅停車
芦花公園駅 (KO11) - 千歳烏山駅 (KO12) - 仙川駅 (KO13)